# 구 산업은행 대전지점
구 산업은행 대전지점(舊 産業銀行 大田支店)는 대전광역시 동구에 있는 일제강점기에 세워진 조선식산은행의 대전지점으로 1937년 건립되었다. 광복 이후에는 1997년까지 한국산업은행의 대전지점으로 사용되었다. 대한민국의 국가등록문화재 제19호다.
일제강점기 관청의 분위기와 비슷한 르네상스풍의 건물로, 화강석으로 기단을 쌓고, 2층 상단에 화려한 테라코타로 수평 띠를 둘렀으며, 그 밑으로 팔각형 기둥을 설치하여 정면성을 강조하였다. 만주와 독일에서 수입한 화강석과 테라코타 등을 사용하여 간결하면서도 장중한 분위기를 연출하였다.
한국산업은행의 소유였으나, 서구 둔산동으로 은행지점을 옮기며 2012년 공매에 내놓았고, 이를 통해 소유권이 이전되었다.